# Phereoeca lodli
Phereoeca lodli is een vlinder uit de familie echte motten (Tineidae). De wetenschappelijke naam is voor het eerst geldig gepubliceerd in 2001 door Vives.
De soort komt voor in Europa.